# Yuri Berejko
Yuri Viktorovich Berejko (em russo:  Юрий Викторович Бережко; Komsomolsk-on-Amur, 27 de janeiro de 1984) é um jogador de voleibol russo, que atua como oposto. Tornou-se campeão olímpico nas Olimpíadas de Londres. Foi o melhor atacante da Liga Mundial de 2007 e no Campeonato Europeu de 2007, em ambas as ocasiões a Rússia foi vice-campeã.

## Carreira
- Yaroslav: 2001–2004
- Dínamo Moscou: 2004–2010
- Pallavolo Modena: 2010–2011
- Zenit Kazan: 2011–presente